# WWF Mayhem in Manchester
Mayhem in Manchester è stato un pay-per-view della World Wrestling Federation.  L'evento si è svolto il 4 aprile 1998 alla Nynex Arena di Manchester.

## Risultati
| # | Risultati | Stipulazioni                                    | Durata |
| - | --- | ----------------------------------------------- | ------ |
| 1 | Jeff Jarrett ha sconfitto Brakkus                                                                                     | Single match                                    | 07:38  |
| 2 | The Godwinns (Henry e Phineas) hanno sconfitto The Disciples of Apocalypse (Skull e 8-Ball)                           | Tag team strap match                            | 13:45  |
| 3 | Bradshaw ha sconfitto Marc Mero (con Sable)                                                                           | Single match                                    | 10:17  |
| 4 | Ken Shamrock e Owen Hart hanno sconfitto The Nation of Domination (The Rock e D'Lo Brown) per sottomissione           | Tag team match                                  | 07:43  |
| 5 | The Artist Formerly Known As Goldust ha sconfitto Cactus Jack                                                         | Single match                                    | 13:23  |
| 6 | LOD 2000 (Road Warrior Animal e Hawk) hanno sconfitto The New Age Outlaws (Road Dogg e Billy Gunn) (c) per squalifica | Tag team match per il WWF Tag Team Championship | 12:51  |
| 7 | Steve Austin (c) ha sconfitto Triple H                                                                                | Single match per il WWF Championship            | 29:13  |
| 8 | The Undertaker ha sconfitto Kane                                                                                      | Single match                                    | 21:32  |